# Stephen Kinnock
Stephen Nathan Kinnock (Tredegar, Gales, 1 de enero de 1970) es un político del Partido Laborista británico que resultó elegido Parlamentario  (miembro del parlamento) por Aberavon en las elecciones generales del Reino Unido de 2015. Su mujer es la ex primera ministra danesa Helle Thorning-Schmidt.

## Carrera preparlamentaria
Era ejecutivo, ocupando varios cargos séniors en el Consejo británico antes de incorporarse al Foro Económico Mundial en enero de 2009 como director, responsable de Europa y Asia Central.  En la página web de Xyntéo aparece como "director gestor de la sociedad GLTE".
Se describe a sí mismo como de una "familia laborista y sindical". es decir,  es hijo de Neil Kinnock, exdirigente del Partido Laboral y excabeza del Consejo británico, y de Glenys Kinnock, una exdiputada laborista de la Eurocámara y secretaria de Estado (2009-10) del Ministerio de Asuntos Exteriores británico.

## Carrera
Después de estudiar en el Instituto Drayton Manor, y habiéndose graduado en Lenguas Modernas en el Queens' College, la Universidad de Cambridge, y un MA del Colegio de Europa en Brujas en 1993, Stephen Kinnock trabajó como ayudante de investigación en la parlamento europeo en Bruselas antes de convertirse. en 1997, en ejecutivo de desarrollo y formación del Consejo Británico en Bruselas en 1997.
Como consecuencia de la clausura, impuesta por las autoridades rusas, de la oficina de San Petersburgo, Kinnock ocupó un puesto del Consejo británico en Sierra Leona.
Desde enero de 2009 trabaja para el Foro Económico Mundial basado en Ginebra, Suiza, como director, responsable de Europa y Asia Central.
En agosto de 2012 aceptó una oferta en Xyntéo en Londres, compañía de asesoramiento empresarial que aconseja a negocios internacionales para impulsarles más allá de sus fundamentos iniciales, reinventando maneras alternativas de crecimiento. Kinnock Es director gestor de "Liderazgo Global e Intercambio de Tecnología", una sociedad qué pretende crear lazos de colaboración entre negocios líderes en el mundo para hablar y actuar siguiendo pautas que conduzcan a un crecimiento que utilice los recursos eficazmente.
En marzo de 2014se anunció que Kinnock había sido seleccionado como candidato laborista para el escaño de Aberavon en Gales en las elecciones generales de 2015.
Se le ha llamado el "príncipe rojo", al ser uno de varios hijos de figuras veteranas del Partido Laborista que ha sido seleccionado para ocupar "safe seats" en el parlamento (escaños que los partidos políticos, a tenor de los sondeos, consideran aseguradas antes de las elecciones).
El 7 de mayo de 2015 fue elegido el Parlamentario por Aberavon con una mayoría de 10,445 votos.

## Vida personal
Nació en Tredegar, hijo de los políticos galeses Glenys y Neil Kinnock. Lleva casado con la ex primera ministra de Dinamarca Helle Thorning-Schmidt desde 1996. Tienen dos hijas.
En junio de 2010, el periódico danés B.T. acusó a Kinnock de evasión de impuestos. En aquel tiempo tenía domicilio fiscal en Suiza donde trabajaba, y por tanto allí se encontraba su residencia principal , mientras que la página web política de su mujer declaraba que "La familia reside en Østerbro, en Copenhague". La pareja había declarado con anterioridad a los medios de comunicación que Kinnock pasaría sus fines de semana en Dinamarca, incluyendo algunos jueves, y que él consideraba a Copenhague y a su familia, su hogar y punto de base. Según el periódico, posiblemente superaba los 183 días al año en Dinamarca, significando eso, la plena obligación de pagar impuestos allí. Helle Thorning-Schmidt rechazó las acusaciones pero afirmó que la pareja solicitaría a las autoridades fiscales danesas una auditoría. La auditoría realizada por la administración de aduanas y de impuestos danesa (SKAT) concluyó el 17 de septiembre de 2010, y en su Informe Oficial SKAT declaró que el "Señor Kinnock no tiene responsabilidad fiscal por los años 2007, 2008, o 2009, al no residir en este país a efectos fiscales daneses, según lo estipulado por la ley".